# Eat the Rich
Eat the Rich är en låt av Aerosmith skriven av Steven Tyler, Joe Perry och Jim Vallance. Låten släpptes som andra singel från albumet Get a Grip (utgivet 1993). Singeln nådde #5 på Mainstream Rock Tracks och #34 i Storbritannien och #45 i Kanada.